# Xylocopa gabonica
Xylocopa gabonica är en biart som först beskrevs av Giovanni Gribodo 1894.
Xylocopa gabonica ingår i släktet snickarbin och familjen långtungebin. Inga underarter finns listade i Catalogue of Life.